# Pallavolo ai Giochi della XXXI Olimpiade - Qualificazioni al torneo femminile (FIVB - girone B)
Le qualificazioni mondiali di pallavolo femminile ai Giochi della XXXI Olimpiade (girone B) si sono svolte dal 20 al 22 maggio 2016 a San Juan, in Porto Rico: al torneo hanno partecipato quattro squadre nazionali e la prima classificata si è qualificata per i Giochi della XXXI Olimpiade.

## Impianti
|                                                                                 |  |  |
|                                                                                 |  |  |
| Coliseo Roberto Clemente Città: San Juan Capienza: 10 000 Anno d'apertura: 1973 |  |  |

## Regolamento

### Formula
Le squadre hanno disputato un'unica fase con formula del girone all'italiana.

### Criteri di classifica
Se il risultato finale è stato di 3-0 o 3-1 sono stati assegnati 3 punti alla squadra vincente e 0 a quella sconfitta, se il risultato finale è stato di 3-2 sono stati assegnati 2 punti alla squadra vincente e 1 a quella sconfitta.
L'ordine del posizionamento in classifica è stato definito in base a:
- Numero di partite vinte;
- Punti;
- Ratio dei set vinti/persi;
- Ratio dei punti realizzati/subiti;
- Risultati degli scontri diretti.

## Squadre partecipanti
| Squadra    | Qualificazione                                |
| ---------- | --------------------------------------------- |
| Algeria    | 4ª nel torneo di qualificazione africano      |
| Colombia   | 3ª nel torneo di qualificazione sudamericano  |
| Kenya      | 3ª nel torneo di qualificazione africano      |
| Porto Rico | 3ª nel torneo di qualificazione nordamericano |

## Torneo

### Risultati
| 20 maggio 2016 Coliseo Roberto Clemente, San Juan Durata: 1h:08 - Spettatori: 2 000 | Kenya      | 0 - 3 | Colombia | 14-25, 15-25, 13-25        |
| 20 maggio 2016 Coliseo Roberto Clemente, San Juan Durata: 1h:09 - Spettatori: 7 400 | Porto Rico | 3 - 0 | Algeria  | 25-10, 25-11, 25-12        |
| 21 maggio 2016 Coliseo Roberto Clemente, San Juan Durata: 1h:30 - Spettatori: 2 200 | Kenya      | 3 - 1 | Algeria  | 25-14, 23-25, 25-14, 25-16 |
| 21 maggio 2016 Coliseo Roberto Clemente, San Juan Durata: 1h:28 - Spettatori: 9 000 | Porto Rico | 3 - 0 | Colombia | 25-17, 26-24, 25-18        |
| 22 maggio 2016 Coliseo Roberto Clemente, San Juan Durata: 1h:06 - Spettatori: 1 500 | Algeria    | 0 - 3 | Colombia | 16-25, 12-25, 18-25        |
| 22 maggio 2016 Coliseo Roberto Clemente, San Juan Durata: 1h:14 - Spettatori: 9 000 | Porto Rico | 3 - 0 | Kenya    | 25-8, 25-23, 25-15         |

### Classifica
| Pos | Squadra    | Pt | G | V | P | SV | SP | Ratio | PF  | PS  | Ratio |
| --- | ---------- | -- | - | - | - | -- | -- | ----- | --- | --- | ----- |
| 1   | Porto Rico | 9  | 3 | 3 | 0 | 9  | 0  | MAX   | 226 | 138 | 1.637 |
| 2   | Colombia   | 6  | 3 | 2 | 1 | 6  | 3  | 2.000 | 209 | 164 | 1.274 |
| 3   | Kenya      | 3  | 3 | 1 | 2 | 3  | 7  | 0.428 | 186 | 219 | 0.849 |
| 4   | Algeria    | 0  | 3 | 0 | 3 | 1  | 9  | 0.111 | 148 | 248 | 0.596 |

## Classifica finale
| Pos | Squadra    | Qualificazione |
| --- | ---------- | --- |
| 1   | Porto Rico | Formazione: 1 Seilhamer, 2 Venegas, 3 Mojica, 6 Rosa, 7 Enright, 9 Cruz, 10 Reyes, 11 Ocasio, 13 Ferrer, 14 Valentín, 15 Santana, 16 Oquendo, 18 Morales, 19 Prieto, CT Nuñez                    |
| 2   | Colombia   | Formazione: 1 Ampudia, 2 Soto, 3 Moreno, 4 Segovia, 6 Zuleta, 7 Montaño, 8 Mancilla, 9 Toro, 13 Gómez, 15 Marín, 16 Rangel, 17 Castro, 19 Martínez, 20 Coneo, CT Guillaume                       |
| 3   | Kenya      | Formazione: 1 Wairimu, 2 E. Makuto, 3 V. Makuto, 4 Wangeci, 7 Wanja, 8 Atuka, 10 Murambi, 14 Moim, 15 Khadambi, 16 Kundu, 18 Biama, 19 Mukuvilani, CT Lungaho                                    |
| 4   | Algeria    | Formazione: 1 Benmokhtar, 2 Belguendouz, 5 Brahmi, 6 Guimour, 7 Kahina, 8 Achour, 9 Ayadi, 10 Imadali, 11 Abderrahim, 12 Boukhima, 13 Mansouri, 16 Dali, 18 Messaoudene, 19 Arbouche, CT Belacel |

|  | Qualificata ai Giochi della XXXI Olimpiade |